# Гродеков, Николай Иванович
Никола́й Ива́нович Гроде́ков (22 сентября 1843, Елисаветград, Херсонская губерния — 12 декабря 1913, Санкт-Петербург) — приамурский генерал-губернатор (1898—1902), герой «Китайской войны», туркестанский генерал-губернатор (1906—1908), член Государственного совета, участник Среднеазиатских походов. Военный писатель. Генерал от инфантерии (6 декабря 1900). Почётный гражданин города Хабаровска.

## Биография
Николай Гродеков родился 22 сентября 1843 г. в Елисаветграде, выпущен из 2-го военного Константиновского училища 13 июня 1862 г. поручиком в 3-й Гренадерский стрелковый батальон и участвовал с ним в усмирении Польского мятежа. Переведённый затем в Лейб-гвардии Гренадерский полк, Гродеков в 1868 г. окончил курс Академии Генерального штаба и до 1873 года служил в Кавказском военном округе. К этому времени относится первый литературный труд Гродекова: «Нагорная полоса Кубанской области».

### Средняя Азия
В 1873 г. он принял участие в Хивинском походе в качестве начальника штаба Мангышлакского отряда полковника Ломакина и за боевые отличия был награждён орденом св. Станислава 2-й степени и золотым оружием с надписью «За храбрость». Эту экспедицию Гродеков описал в работе «Хивинский поход 1873 года. Действия Кавказских отрядов» (1883). В 1876 г. Гродеков был назначен начальником штаба Ферганской области, военным губернатором которой был тогда М. Д. Скобелев. По окончании Русско-турецкой войны 1877—1878 гг., когда Англия угрожала России войной, выставив свои войска на границе Индии, Туркестанскому генерал-губернатору генерал-адъютанту К. П. Кауфману было поручено совершить с особым отрядом демонстративный поход к кишлаку Джам, на границе Бухарского ханства, — причём Гродеков был назначен начальником полевого штаба этого отряда. Сразу по окончании данной экспедиции Гродеков предпринял рискованный для того времени пробег верхом, в сопровождении всего лишь двух джигитов, для разведки сопредельных стран, через Северный Афганистан и Северо-восточную Персию, сделав около 2 тысяч вёрст.

Поездку эту было высочайше повелено считать Гродекову за поход, и, кроме того, он был награждён орденом Св. Владимира 3-й степени. Конный пробег описан Гродековым в книге «Через Афганистан» (1879), выдержавшей 2 издания и переведённой на английский, французский и немецкий языки. В 1880 г. Гродеков участвовал в Ахал-Текинской экспедиции М. Д. Скобелева начальником передового отряда, а затем — начальником штаба войск Закаспийской области, причём накануне экспедиции опять посетил приграничные районы Персии. 6 июля 1880 г. Гродеков был произведён в генерал-майоры и в 1881 г. получил орден св. Георгия 4-й степени (1881) 
за отличное мужество и храбрость, оказанные в делах с текинцами во время осады и штурма Геок-Тепе
Ахал-Текинская экспедиция подробно описана Гродековым в четырёхтомном труде «Война в Туркмении. Поход Скобелева в 1880—81 гг.» (1883—1884), также переведённом на английский и французский языки. В 1883 г. состоялось назначение Гродекова военным губернатором и командующим войсками Сыр-Дарьинской области, десятилетнее управление которой способствовало приобретению им богатого административного опыта. В 1890 г. Гродеков был произведён в генерал-лейтенанты. В последний год своего Сыр-Дарьинского губернаторства (1893) Гродеков инициировал перевод на русский язык (и лично перевёл отдельные главы) книги средневекового персо-таджикского юриста Бурхануддина аль-Маргинани из Риштана «Хидоя. Комментарии мусульманского права».

### Защитник Дальнего Востока
В 1893 году Гродеков был назначен помощником амурского губернатора и командующего войсками Приамурского военного округа. И на этой окраине Гродеков стремился прийти на помощь обществу в деле развития просвещения и ознакомления с обширным, малоисследованным краем. Его стараниями в Хабаровске был образован Приамурский отдел Императорского русского географического общества, открыта публичная библиотека, и устроен музей с богатейшими коллекциями по археологии, этнографии и фауне края. 

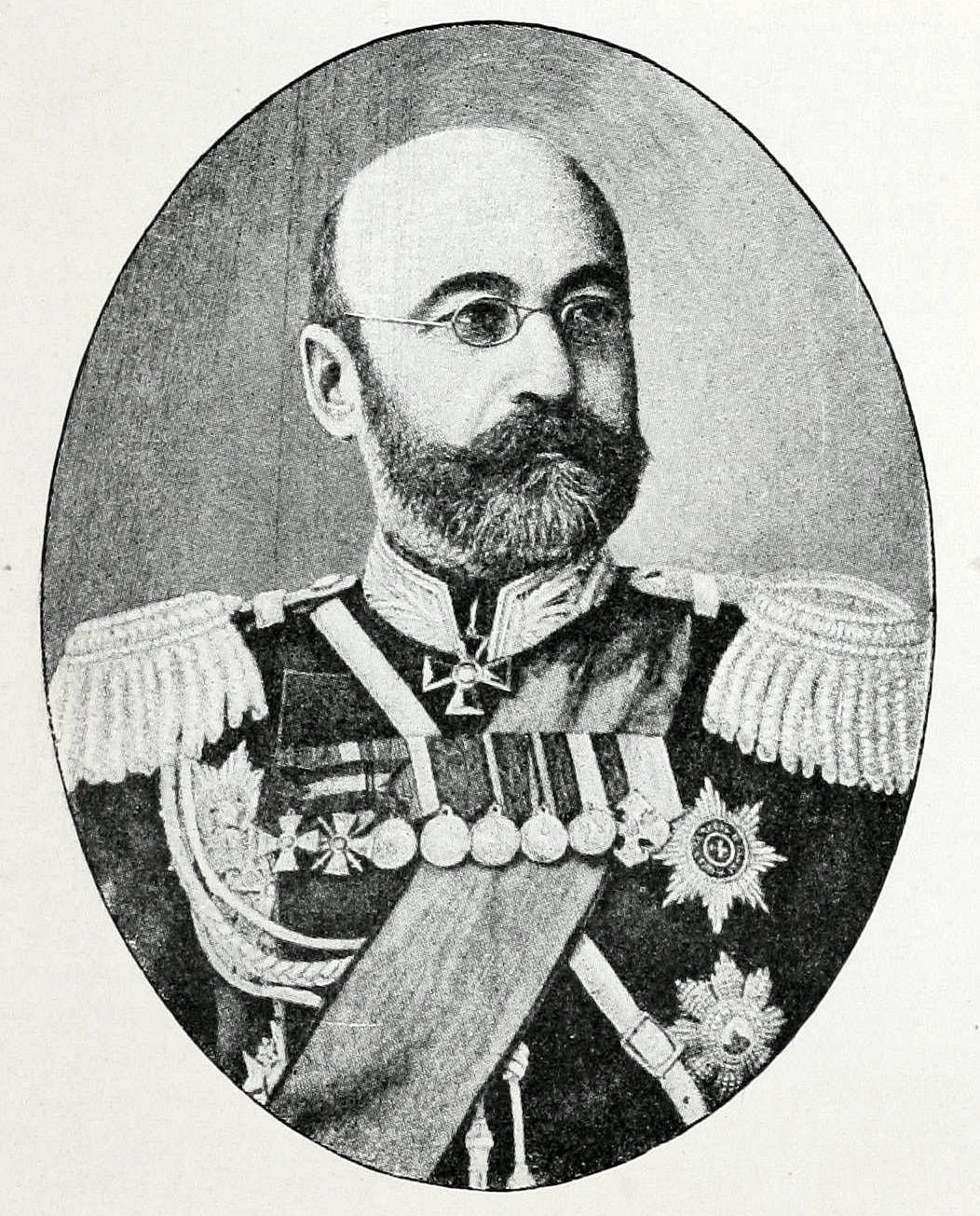
Фото из «Военной энциклопедии»

28 марта 1898 года Гродеков был назначен приамурским генерал-губернатором, командующим войсками Приамурского военного округа и войсковым наказным атаманом Приамурских казачьих войск. 15 мая 1898 года новый генерал-губернатор своим распоряжением закрыл одиозную Карийскую каторгу. Н. И. Гродеков был в числе лиц, открывших в 1899 г. Восточный институт во Владивостоке. Он был председателем Совета Приамурского отдела Императорского Русского Географического общества, в работе которого принимал самое деятельное участие. При Н. И. Гродекове начали работать первая в крае публичная библиотека (ныне ДВГНБ), естественно-исторический музей (ныне Хабаровский краевой музей имени Н. И. Гродекова), в создание и организацию работы которых он вложил много сил и личных средств. По прямому указанию Н. И. Гродекова были исследованы Шмаковские минеральные источники, открыта лечебница в Петропавловске-Камчатском. Н. И. Гродеков как высший администратор края содействовал основанию Свято-Троицкого мужского монастыря вблизи железнодорожной станции Шмаковка; ходатайствовал об открытии во Владивостоке духовной семинарии, неоднократно передавал церкви свои личные сбережения. Генерал-губернатор лично покровительствовал Обществу трезвости, которое родилось в приморском селе Осиновка, помог оборудовать там школу и читальню. Н. И. Гродеков поддерживал исследовательскую деятельность В. К. Арсеньева, одобрил первый проект по охране рыбных богатств Амура, составленный ихтиологом В. К. Бражниковым, способствовал закладке хабаровского завода «Арсенал».

В 1899 году в Цинской империи вспыхнуло Ихэтуаньское (Боксёрское) восстание. Восстание продолжалось вплоть до 1901 года включительно. 23 июня 1900 г. китайцы-ихэтуани атаковали строителей КВЖД и приступили к разрушению железнодорожного полотна и станционных построек. Гродеков был призван к ответственной деятельности обороны Приамурья и усмирения китайских волнений в Северной Маньчжурии. Отправляя на выручку Харбина отряд генерал-майора Сахарова, Гродеков дал начальникам инструкцию, в которой указывал, что употреблять в дело оружие следует 
только в виду действительной надобности…, войска должны знать, что в течение двухсот лет мы жили с китайцами в большом согласии и мире, а если и призваны в настоящее время на территорию Китая, то лишь для усмирения мятежников против законного китайского правительства. Обиженных китайцев, без повода с их стороны, быть не должно. Особенно строго следует относиться к имуществу и собственности каждаго китайца.
 В самый разгар боевых действий, по инициативе Гродекова, был открыт кадетский корпус в Хабаровске. Для транспортировки войск привлёк суда Амурского пароходства.
Вследствие энергичных и решительных мероприятий Гродекова и блестяще выполненной под его руководством мобилизации, уже к 5 (18) июля 1901 года было открыто временное движение поездов и перевозки грузов по всей протяженности ещё не «замирённой» КВЖД. 22 июля главная коммуникационная линия региона — Амур — была очищена от неприятеля, и возобновлено свободное плавание судов, часть линии Китайско-Восточной железной дороги была освобождена и на ней возобновились работы, а к 20 августа, после взятия Гирина, Цицикара и Нингуты, вся магистраль, на протяжении 1200 вёрст, снова прочно удерживалась русскими войсками, и военные действия в Северной Маньчжурии можно было считать оконченными. Гродекову была пожалована золотая, украшенная бриллиантами, шашка с надписью: «За победы в Северной Манчжурии 1900 г.» В том же году Гродеков был произведён в генералы от инфантерии.
30 августа 1902 г. Гродеков ушёл в отставку с постов приамурского генерал-губернатора, командующего Приамурского военного округа и войскового наказного атамана Приамурских казачьих войск и был назначен членом Государственного совета, а в 1905 г. назначен постоянным членом Совета государственной обороны, каковую должность он исполнял до 3 февраля 1906 г., когда был назначен командующим войсками на Дальнем Востоке с правами главнокомандующего. На этом посту Гродекову пришлось выполнить громадную работу по ликвидации тыла армии, приведению её на мирное положение и отправлению в Россию запасных и частей войск.

### Последние годы

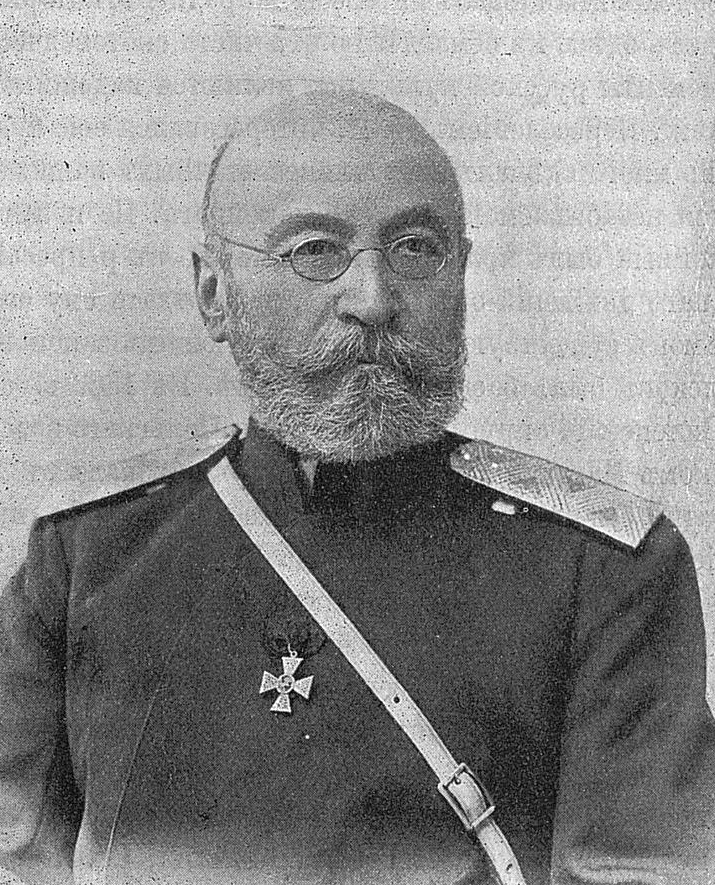
Н.И. Гродеков, 1913

22 сентября 1906 г. Гродеков был назначен туркестанским генерал-губернатором и командующим войсками Туркестанского военного округа, каковую должность занимал до 8 марта 1908 г. Вышел в отставку по состоянию здоровья. Ещё в бытность приамурским генерал-губернатором Гродеков решил подарить северной столице боевой трофей Китайской войны. Удалось это лишь через 6 лет. На постаментах установленных в Санкт-Петербурге скульптурных львов ши-цза высечена дарственная надпись: «Ши-цза из города Гирина в Маньчжурии перевезена в Санкт-Петербург в 1907 году. Дар генерала от инфантерии Н. И. Гродекова».
Скончался доблестный генерал в 1913 г. в Санкт-Петербурге, был похоронен на Смоленском православном кладбище, первоначальное надгробие не сохранилось. Местонахождение могилы было установлено по поимённой схеме захоронений на этом кладбище, опубликованной в справочнике «Весь Петроград». Осенью 2013 года надгробие было восстановлено.

### Литературная деятельность
Литературная деятельность Гродекова не ограничивается перечисленными трудами, им разновременно был напечатан ряд статей военного, политического и географического содержания в «Военном сборнике», «Русском инвалиде», «Новом времени» и других изданиях…

## Награды
- Орден Святой Анны 3-й ст. (1870)
- Орден Святого Станислава 2-й ст. (1873)
- Золотое оружие «За храбрость» (1874)
- Орден Святой Анны 2-й ст. (1878)
- Орден Святого Владимира 4-й ст. с мечами и бантом (1879)
- Орден Святого Владимира 3-й ст. с мечами (1880)
- Орден Святого Георгия 4-й ст. (1881)
- Орден Святого Станислава 1-й ст. с мечами (1882)
- Орден Святой Анны 1-й ст. (1885)
- Орден Святого Владимира 2-й ст. (1888)
- Орден Белого Орла (1895)
- Орден Святого Александра Невского (1899)
- золотая шашка, украшенная бриллиантами с надписью «За победы в Сев. Маньчжурии» (1900)
- бриллиантовые знаки Ордена Святого Александра Невского (1904)
- Орден Святого Владимира 1-й ст. (1908)

Иностранные награды
- Орден Льва и Солнца 2-й степени со звездой (1874) Персия
- Орден Вендской короны (1879) Мекленбург-Шверин
- Орден Льва и Солнца 1-й степени (1882) Персия
- Орден Благородной Бухары 1-й степени (1889) Бухара
- Орден Двойного Дракона 1-й степени 2-го класса (1897) Китай
- Орден Восходящего солнца 1-й степени (1898) Япония
- Орден Короны 1-го класса (1900) Пруссия

## Память о Гродекове

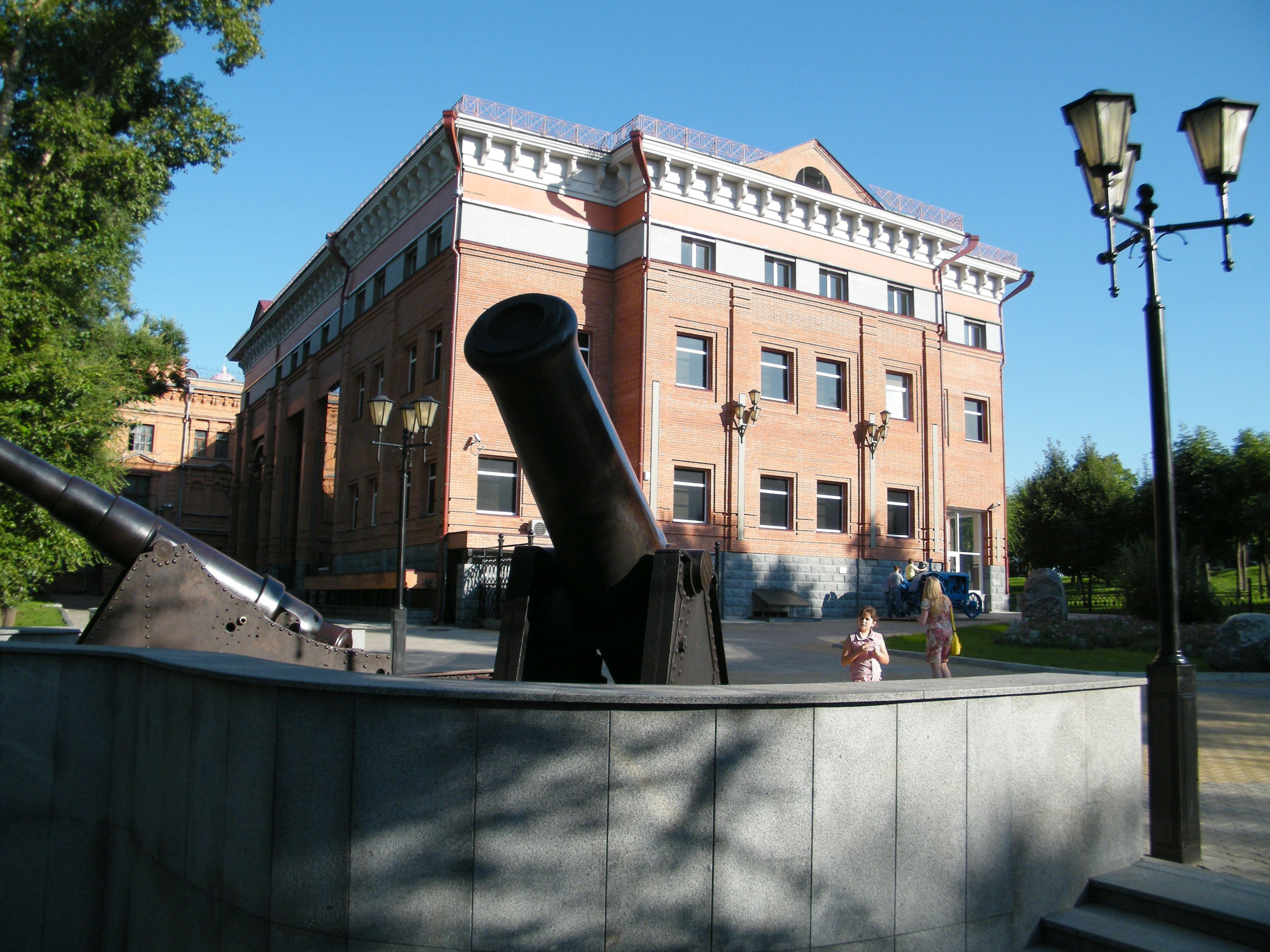
Хабаровский краеведческий музей им. Н. И. Гродекова

- В честь Гродекова была названа железнодорожная станция Гродеково I в Приморском крае — первая пассажирская станция, на которой поезд из Москвы на Владивосток, пересекший Маньчжурию по КВЖД, опять вошёл бы на территорию России — и посёлок при ней (в 1958 году районный центр был переименован в посёлок Пограничный), а также грузовая станция Гродеково II.
- В конце XIX века одно из сел Мервского уезда Закаспийской области было названо Гродековский.
- Одно из сёл в Джамбульской области КазССР носит название Гродеково.
- Также в Приморье в Анучинском районе есть село Гродеково.
- Другой населённый пункт, названный в честь Гродекова — село Гродеково в Благовещенском районе Амурской области, которое до выселения цинско-подданных из т. н. «Зазейского района» было даурским селом Бордо[7].
- В честь Гродекова уссурийскими казаками была названа вновь образованная в 1903 году станица  Гродековская, которая в годы Советской власти была переименована в пгт Пограничный.
- В Хабаровском крае в честь Гродекова названо село Гродеково района имени Лазо.
- Именем назван Хабаровский краевой музей[8].
- На постаментах скульптур ши-цза в Санкт-Петербурге, привезённых Гродековым из Китая и переданных городу в дар, высечена дарственная надпись: «Ши-цза из города Гирина в Маньчжурии перевезена в Санкт-Петербург в 1907 году. Дар генерала от инфантерии Н. И. Гродекова».

На восстановление надгробья Гродекову в Санкт-Петербурге и на памятник в п. Пограничном (ж/д ст. Гродеково) Приморского края инициативная группа собрала почти 400 тысяч рублей. В 2013 году в литейной художественной мастерской в подмосковном Жуковском отлили бронзовую скульптуру Гродекову владивостокского скульптора Георгия Шароглазова. 12 сентября 2013 года борт МЧС доставил на хабаровский военный аэродром гипсовый и бронзовый бюсты Николая Ивановича Гродекова. Первый остался в Хабаровске, второй — бронзовый бюст — отправился в п. Пограничный.

## Избранная библиография
- Война в Туркмении. Поход Скобелева в 1880—1881 гг. Т. 1—4. СПб., 1883—1884
- Всеподданнейший отчет Приамурского генерал-губернатора. Хабаровск, 1901
- Записка о путях из Закаспийского края в Герат // Сборник географических, топографических и статистических материалов по Азии. Вып. V.
- Киргизы и кара-киргизы Сыр-Дарьинской области. Ташкент, 1889
- Об открытии Троицкосавско-Кяхтинского отделения Приамурского отдела Русского Географического общества. Иркутск, 1894
- Поездка из Самарканда через Афганистан в Герат // Сборник географических, топографических и статистических материалов по Азии. Вып. V.
- Стратегический обзор Хивинского ханства. Ташкент, 1882 (совместно с Л. Н. Соболевым)
- [militera.lib.ru/h/grodekov_ni/index.html Хивинский поход 1873 года. Действия Кавказских отрядов. СПб., 1883] (2-е, значит. доп., изд.: СПб., 1888)
- Через Афганистан. Путевые записки полковника Генерального штаба. СПб., 1880

перевод с английского языка:
- Хидая. Комментарии мусульманского права. Пер. с англ. под ред. Н. И. Гродекова. Т. 1—4. Ташкент, 1893
- «Что, если мы найдем е Афганистане не друзей, а врагов?». Генерал Н. И. Гродеков о русской политике в Центральной Азии // Источник. Документы русской истории, № 5 (59). 2002. Восточная литература. Дата обращения: 12 февраля 2011.